# Eldena
Eldena es un municipio situado en el distrito de Ludwigslust-Parchim, en el estado federado de Mecklemburgo-Pomerania Occidental (Alemania), a una altitud de 21 metros. Su población a finales de 2016 era de 1202 habs. y su densidad poblacional, 35 hab/km².